# Kurt Thiim
Kurt Thiim (Vojens, Dinamarca, 3 de agosto de 1958) es un piloto de automovilismo de velocidad danés. Obtuvo 19 victorias en el Deutsche Tourenwagen Meisterschaft, donde resultó campeón en 1986, segundo en 1992, tercero en 1990, cuarto en 1989 y 1995, quinto en 1994, y sexto en 1993.

## Carrera deportiva
Thiim corrió en karting en su juventud. En 1978 comenzó a participar en categorías de monoplazas tales como la Fórmula Ford, Fórmula Super Vee y Fórmula 3. En esta última, obtuvo un cuarto puesto en el Gran Premio de Mónaco de 1981, y fue campeón de la Fórmula 3 Alemana en 1984.
En 1986, el danés debutó en el Deutsche Tourenwagen Meisterschaft con un Rover Vitesse. Logró tres victorias y cinco podios en nueve carreras, por lo que resultó campeón ante Volker Weidler.
A mitad de la temporada 1987, Thiim cambió su Rover Vitesse por un Alfa Romeo 75 para la segunda fecha, pero no logró podios y quedó ubicado 21º en el campeonato. En 1988 pilotó un BMW M3 y luego un Mercedes-Benz 190 del equipo AMG. Con una victoria y tres podios, quedó 18º en la tabla general.
El danés siguió con AMG en la temporada 1989 del DTM. Consiguió dos triunfos y cuatro podios, por lo que resultó cuarto en el campeonato por detrás de Roberto Ravaglia, Klaus Niedzwiedz y Fabien Giroix. En 1990 acumuló tres triunfos y cinco podios, ubicándose tercero en el clasificador final por detrás de Hans-Joachim Stuck y Johnny Cecotto.
Siguiendo con el equipo AMG en 1991, el piloto obtuvo una victoria y tres podios en el DTM, que lo colocaron octavo en el campeonato. Por otra parte, disputó las 24 Horas de Le Mans con un Mercedes-Benz C11 oficial de Sauber.
Thiim se unió al equipo Zakspeed en 1992 para disputar el DTM con un Mercedes 190. Obtuvo dos victorias, ocho podios y 15 top 5 en 22 carreras, resultando subcampeón por detrás de Klaus Ludwig. En 1993 consiguió un triunfo y cinco podios, quedando así en la sexta colocación final.
Zakspeed adoptó el nuevo Mercedes-Benz Clase C para la temporada 1994. El danés logró tres victorias y ocho podios en 22 carreras, resultando así quinto en el campeonato. En 1995 obtuvo cuatro triunfos, un tercer puesto y nueve top 5 en 22 carreras disputadas. Por tanto, se ubicó cuarto en el campeonato alemán y octavo en el internacional.
El piloto volvió a correr con AMG en el 1996. En 20 carreras disputadas, obtuvo apenas un cuarto lugar, tres octavos y cuatro décimos, terminando así 18º en el campeonato.
Ante la desaparición del DTM para la temporada 1997, Thiim disputó el Campeonato Alemán de Superturismos con un Opel Vectra, donde resultó 18º con tres top 5. También corrió en dos fechas del Campeonato FIA GT con un Lotus Elise. En 1998 y 1999 corrió en el DTC alemán con un BMW Serie 3, logrando un podio en 13 carreras.
En 2001, pasó a correr en la V8Star con un Opel Omega. Obtuvo dos podios en nueve carreras, y quedó sexto en el campeonato. En 2002 obtuvo un podio y el noveno puesto final en dicha categoría. En 2003 corrió en cuatro fechas del certamen.
En paralelo\, disputó el Campeonato Danés de Turismos. En 2002 resultó subcampeón con un Toyota Corolla oficial por detrás de Jason Watt. El piloto pasó a pilotar un Renault Mégane, terminando séptimo en 2003 y octavo en 2004. También en 2004, llegó segundo en su clase y 11º absoluto en las 24 Horas de Le Mans con un Porsche 911 de Mühlner.
Luego de correr la Benelux Racing League V6 en 2005 con Ford, volvió al Campeonato Danés de Turismos en 2006 con un BMW Series 3, resultando 15º ese año y décimo en 2007. También en 2007, corrió en la Le Mans Series con un Chevrolet Corvette de Markland.
A fines de la década de 2000, disputó varias carreras del Campeonato de Nürburgring de Resistencia de la VLN y varias ediciones de las 24 Horas de Nürburgring. En 2009 llegó tercero absoluto en las 24 Horas de Dubái con un Porsche 911.